# Titularbistum Febiana
Febiana ist ein Titularbistum der römisch-katholischen Kirche.
Es geht zurück auf einen untergegangenen Bischofssitz in der gleichnamigen antiken Stadt, die in der römischen Provinz Byzacena (Sahelregion Tunesiens) lag.
| Titularbischöfe von Febiana |                                |                                                                                        |                   |                   |
| Nr.                         | Name                           | Amt                                                                                    | von               | bis               |
| 1                           | Laurean Rugambwa               | Apostolischer Vikar von Kagera Inferiore (Tanganjika)                                  | 13. Dezember 1951 | 25. März 1953     |
| 2                           | António de Campos              | Weihbischof in Lissabon (Portugal)                                                     | 28. August 1954   | 9. August 1969    |
| 3                           | Antonio Guízar y Valencia      | emeritierter Erzbischof von Chihuahua (Mexiko)                                         | 24. August 1969   | 4. August 1971    |
| 4                           | Carlos José Ruiseco Vieira     | Weihbischof in Barranquilla (Kolumbien)                                                | 10. Dezember 1971 | 28. März 1977     |
| 5                           | François Bussini               | Weihbischof in Grenoble (Frankreich)                                                   | 12. Dezember 1977 | 28. Dezember 1985 |
| 6                           | Mario Luis Bautista Maulión    | Weihbischof in Rosario (Argentinien)                                                   | 21. März 1986     | 8. Mai 1995       |
| 7                           | Antal Majnek OFM               | Weihbischof in Transkarpatien Apostolischer Administrator von Transkarpatien (Ukraine) | 9. Dezember 1995  | 27. März 2002     |
| 8                           | Marian Buczek                  | Weihbischof in Lemberg (Ukraine)                                                       | 4. Mai 2002       | 16. Juli 2007     |
| 9                           | János Székely                  | Weihbischof in Esztergom-Budapest (Ungarn)                                             | 14. November 2007 | 18. Juni 2017     |
| 10                          | Ramón Benito Ángeles Fernández | Weihbischof in Santo Domingo (Dominikanische Republik)                                 | 1. Juli 2017      |                   |